# R-39 Rif

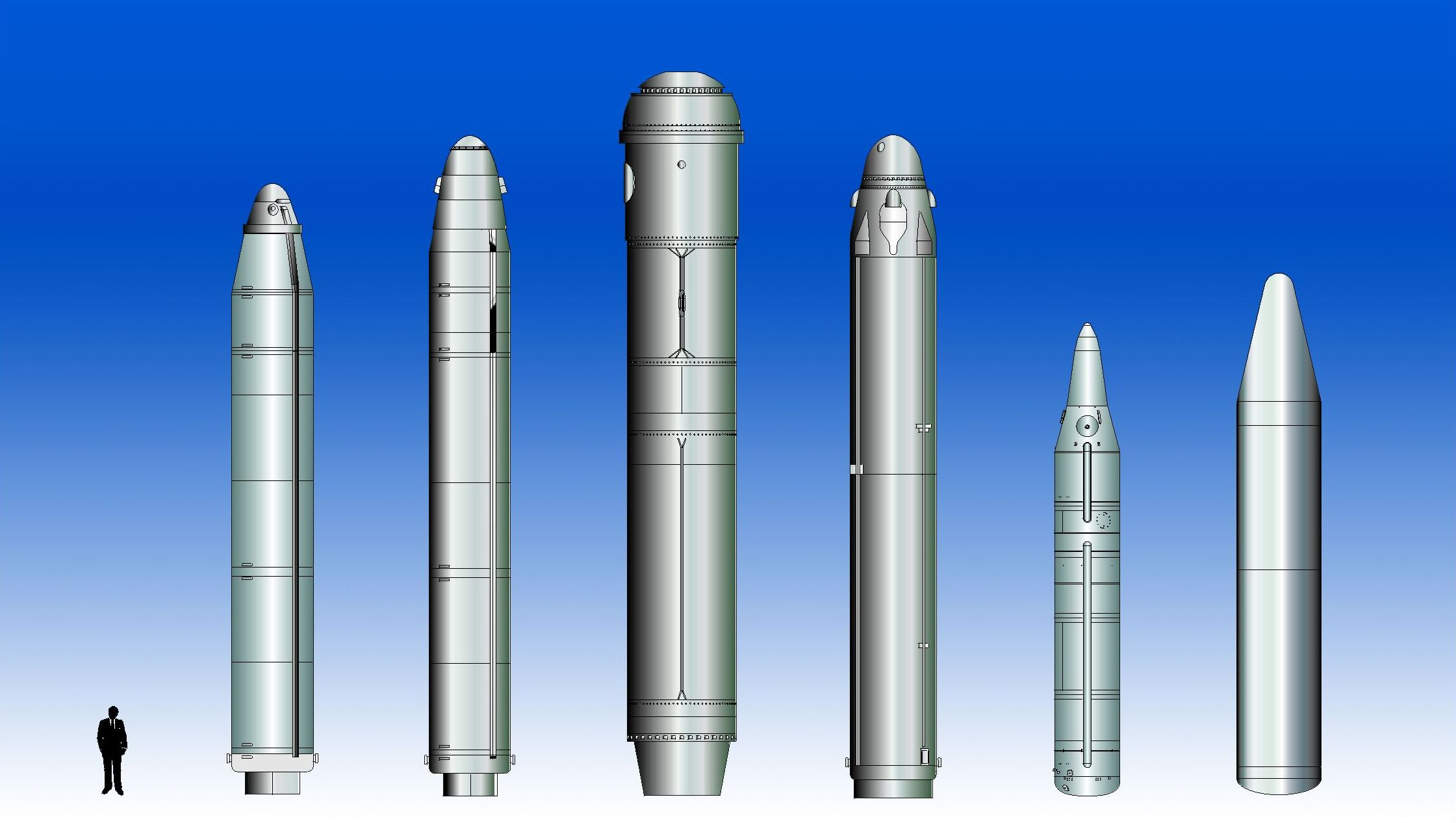
Submarine-based missiles: R-29, R-29Р, R-39, R-29РМ, CSS-NX-3, JL-2

R-39 Rif, hay Rif-Ma là một tên lửa đường đạn phóng từ tàu ngầm (SLBM) của Liên Xô (cũ) và Nga hiện nay. Nó có tên mã định danh của NATO là SS-N-20 Sturgeon và tên định danh quản lý của lực lượng vũ trang song phương là RSM-52. Nó được trang bị trên các tàu ngầm thuộc lớp Tàu ngầm lớp Typhoon từ năm 1983 đến khi rút khỏi biên chế vào năm 2004.
R-39 là một tên lửa đường đạn xuyên lục địa, nó có một động cơ đẩy 3 tầng dùng nhiên liệu rắn kèm theo một động cơ đẩy tạo gia tốc ban đầu dùng nhiên liệu lỏng và mang tới 4 đầu đạn MIRV. Giống như các SLBM khác, khi phóng tên lửa từ tàu ngầm, ban đầu tên lửa được đẩy đi bởi một máy phát điện khí ở đáy của ống phóng, trong khi tên lửa xuyên qua nước, các đông cơ bổ sung tạo ra một bức từong khí xung quanh tên lửa, giảm lực cản của nước. Hệ thống phóng được định danh là D-19.
Tên lửa có tên gọi định danh GRAU là 3M65, 3M20, và 3R65.
Công việc phát triển bắt đầu tại NII Mashinostroyeniya vào năm 1971 và thiết kế được phê duyệt chính thức vào năm 1973. Các cuộc thử nghiệm bay ban đầu diễn ra vào năm 1979 đã gặp một số vấn đề trong các động cơ đẩy dùng nhiên liệu rắn, hơn một nửa số cuộc thử nghiệm bay đầu tiên đã thất bại. Các thử nghiệm sau đó diễn ra trên tàu ngầm lớp Typhoon sửa đổi đã thành công và tên lửa được biên chế vào tháng 5 năm 1983, với 20 tên lửa cho mỗi tàu ngầm lớp Typhoon. Vào thời điểm cao nhất, đã có 120 tên lửa được triển khai với tổng cộng 1200 đầu đạn.
Theo các điều khoản của các hiệp ước Start I và Start II, từ năm 1996 một số lượng tên lửa R-39 đã bị tiêu hủy. Đến cuối thập niên 1990, các tàu ngầm lớp Typhoon và các tên lửa R-39 trang bị dần dần rút khỏi trang bị. Tất cả tên lửa đã ngừng hoạt động vào năm 2004 và tất cả tàu ngầm lớp Typhoon cũng được nghỉ hưu, ngoại trừ một chiếc được dùng để làm bệ thử cho thế hệ tên lửa tiếp theo là RSM-56 Bulava.
Một thiết kế tiếp sau R-39 là R-39M Grom (tiếng Nga: Гром, Thunder)/RSM-52V/SS-N-28 cho hệ thống phóng D-19UTTKh, sau một loại các thử nghiệm thất bại đã bị hủy bỏ.

## Quốc gia sử dụng
Liên Xô
- Hải quân Xô viết

 Nga
- Hải quân Nga